# Spiritual Healing
Spiritual Healing treći je studijski album američkog death metal-sastava Death. Album je 16. veljače 1990. godine objavila diskografska kuća Combat Records.
Prvi je album sastava na kojem se pojavljuju elementi progresivnog metala.

## Popis pjesama
Tekstovi: Chuck Schuldiner. 
| 1.    | »Living Monstrosity«      | Schuldiner                 | 5:08 |
| 2.    | »Altering the Future«     | Schuldiner, Terry Butler   | 5:34 |
| 3.    | »Defensive Personalities« | Schuldiner, Butler         | 4:45 |
| 4.    | »Within the Mind«         | Schuldiner, James Murphy   | 5:34 |
| 5.    | »Spiritual Healing«       | Schuldiner                 | 7:44 |
| 6.    | »Low Life«                | Schuldiner, Murphy, Butler | 5:23 |
| 7.    | »Genetic Reconstruction«  | Schuldiner, Murphy, Butler | 4:52 |
| 8.    | »Killing Spree«           | Schuldiner, Murphy         | 4:16 |
| 41:56 |                           |                            |      |

## Osoblje
Death
- Chuck Schuldiner — gitara, vokali, produkcija
- James Murphy — gitara
- Terry Butler — bas-gitara
- Bill Andrews — bubnjevi

Dodatni glazbenici
- Eric Greif — klavijature (na pjesmi "Spritual Healing")

Ostalo osoblje
- Nimbus — mastering
- Edward J. Repka — naslovnica
- J. J. Hollis — fotografija
- Scott Burns — produkcija, snimanje, miksanje
- John Cervini — pomoćni inženjer zvuka
- Mike Gowan — pomoćni inženjer zvuka
- Dave Bett — umjetnički direktor
- Brian Freeman — dizajn